# 예천권씨 초간종택 별당
예천권씨 초간종택 별당(醴泉權氏 草澗宗宅 別堂)은 경상북도 예천군 용문면 죽림리에 있는, 조선 중기의 문신인 초간 권문해(1534∼1591) 선생의 할아버지 권오상 선생이 지었다고 전하는 건물이다. 1967년 6월 23일 대한민국의 보물 제457호로 지정되었다.

## 개요
조선 중기의 문신인 초간 권문해(1534∼1591) 선생의 할아버지 권오상 선생이 지었다고 전하는 건물이다.
규모는 앞면 4칸·옆면 2칸이며 지붕은 옆면에서 볼 때 여덟 팔(八)자 모양을 한 팔작지붕이다. 앞쪽에서 보면 오른쪽 3칸은 대청마루고 왼쪽 1칸은 온돌방인데 온돌방은 다시 2개로 나뉘어 있다. 대청 앞면은 문짝 없이 열려 있지만 옆면과 뒷면은 2짝 널문을 달았으며 집 주위로 난간을 돌려 누(樓)집과 같은 모양으로 꾸몄다.
겉모습은 대체로 소박한 구조를 보이고 있으나 안쪽은 천장 부분에 설치한 여러 재료들을 정교하고 화려하게 장식하여 호화롭게 꾸미고 있다. 별당 뒤 서고에는 권문해 선생이 쓴『대동운부군옥(大東韻部群玉)』의 판목 677매와 14대째 전하는 옥피리,『자치통감강목(資治通鑑綱目)』전질 120권을 보존하고 있다.
일반 주택건축으로는 보기 드물게 건물 안쪽을 장식하여 꾸민 수법이 뛰어난 조선시대 별당 건축이다.

## 같이 보기
- 대동운부군옥 - 보물 제878호
- 예천권씨 초간종택 - 중요민속문화재 제201호
- 자치통감강목

## 참고 자료
- 예천권씨 초간종택 별당 - 국가유산청 국가유산포털